# 查理斯·伊坦積
查理斯-曉伯特·伊坦積（法語：Charles-Hubert Itandje，1982年11月2日—），出生在法國波比尼，是一名喀麥隆足球運動員，司職門將，現效力希超球會艾杜美圖斯。

## 生平

### 球會
朗斯
2001年，伊坦積在法國球會朗斯展開其足球生涯，他合共代表球會上陣了170場聯賽賽事和21場歐洲賽事。2007年夏天，朗斯購入兩名門將後，準備允許讓伊坦積離開球會加盟利物浦，會方對此說道：「朗斯的主管證實已經將伊坦積出售至利物浦，伊坦積六年的良好和忠誠的服務，我們希望他未來的生涯會好運。」
利物浦
2007年8月，伊坦積加盟利物浦。由於史葛·卡臣被外借至阿土東維拉一整個賽季，伊坦積便作為了荷西·連拿的後備。伊坦積對他的轉會該說道：「在利物浦這裡有效力達三年的好門將。我非常清楚我的加盟是作為第二門將，但是這裡有每季有60場賽事，我將會在聯賽杯和足總杯。」9月25日，伊坦積在聯賽杯對雷丁的賽事中首次亮相，利物浦最終以4-2擊敗對手，2007/08球季，伊坦積合共上陣了3場聯賽杯賽事和4場足總杯賽事。2008年夏天，利物浦買入了迪亞高·卡華利尼後，伊坦積可供轉會至其他球隊，但被加拉塔沙雷所拒絕。伊坦積並沒有再進一步代表利物浦上陣，在2009年1月，他設法離開球會。在「紀念希斯堡事件」後伊坦積再沒有機會為利物浦披甲上陣，2009年8月被外借到希超升班球隊卡華拉一整個球季，期間上陣19場。2010/11年球季伊坦積返回利物浦，其合約在球季結束後屆滿，於隊中淪為五號門將，甚至沒有官方的大合照中出現。
艾杜美圖斯
2010年12月8日利物浦宣佈棄用伊坦積，讓他可於冬季轉會窗重開免費加盟希超球會艾杜美圖斯。

#### 紀念希斯堡事件
2009年4月，在希斯堡慘劇二十週年紀念追悼會後，伊坦積被投訴指他在追悼會上一直笑著和行為不當。伊坦積的行為受到了利物浦的譴責，他們將設法施加最高刑罰。最後，伊坦積對他的行為向悲痛的死傷者家屬和利物浦球迷道歉，並且被球會停賽14天。

### 國家隊
雖然伊坦積的父母來自喀麥隆，但在法國出生及擁有公民資格的伊坦積選擇代表法國U21參賽。2006年，伊坦積曾被法國徵召作預選。伊坦積被選入法國U21，並憑籍他在互射十二碼時干擾對手的舞蹈而為人認識。
2010年伊坦積表示希望代表喀麥隆參加國際賽，於10月獲國際足協澄清准許。

## 外部連結
- 足球数据库：查爾斯·伊坦積的球员统计数据
- Itandje's profile on Sitercl.Com （页面存档备份，存于）
- LFChistory.net player profile （页面存档备份，存于）